# Vườn quốc gia Assagny
Vườn quốc gia Assagny (hay còn được gọi là Vườn quốc gia Azagny) là một vườn quốc gia ở phía Nam của Bờ Biển Ngà. Vườn quốc gia này nằm cách thủ đô Abidjan khoảng 130 km, nằm trong tiểu quận Grand-Lahou và tại cửa sông Bandama. Khu bảo tồn thiên nhiên này được thành lập như một vườn quốc gia vào năm 1981 và được liệt kê như là một khu vực quan trọng theo Công ước Ramsar vào năm 1996.
Vườn quốc gia này nằm trong khu vực đầm phá và gần thị trấn Grand-Lahou, giáp với phía tây của vùng đầm phá Ebrié nhưng bị chia tách bởi một con kênh nối ra sông của đầm phá Bandama. Sông Bandama tạo thành biên giới phía tây của vườn quốc gia.

## Khí hậu
Khí hậu của Vườn Quốc gia Azagny là khí hậu xích đạo ẩm và được đặc trưng bởi lượng mưa trung bình từ 1624 mm và 1678 mm mỗi năm. Một mùa mưa kéo dài kéo dài từ tháng 4 đến tháng 7 và một mùa khô ngắn, ít xuất hiện những cơn mưa từ tháng 9 đến tháng 11.
Nhiệt độ không khí cao trong mùa khô, có thể đạt mức trên 35 °C. Trong mùa mưa, nhiệt độ tương đối thấp và dao động trên dưới 27 °C. Độ ẩm không khí nói chung là cao, trên 96% trong mùa mưa và chỉ có mùa khô là giảm xuống từ 50-60%.